# UCI-Mountainbike-Weltcup 2012
Beim UCI-Mountainbike-Weltcup 2012 wurden durch die Union Cycliste Internationale Weltcup-Sieger in den Disziplinen Cross-Country und Downhill ermittelt. Die Wettbewerbe im Four Cross wurden aufgrund der hohen Kosten für den Streckenbaus und der Eingriffe in die Natur aus dem Weltcup-Programm gestrichen. Dafür wurden im Rahmen der Wettbewerbe in Houffalize, Nové Město na Moravě und La Bresse testweise drei Rennen im Cross-country Eliminator ausgetragen.
Im Cross-Country XCO und Downhill wurden jeweils sieben Wettbewerbe ausgetragen, im Cross-Country Eliminator XCE drei Rennen zunächst ohne Gesamtwertung.

## Cross-Country

### Frauen Elite
| Rnd | Datum     | Ort                  | Erste                  | Zweite           | Dritte               |
| --- | --------- | -------------------- | ---------------------- | ---------------- | -------------------- |
| 1   | 17. März  | Pietermaritzburg     | Maja Włoszczowska      | Emily Batty      | Catharine Pendrel    |
| 2   | 15. April | Houffalize           | Catharine Pendrel      | Julie Bresset    | Maja Włoszczowska    |
| 3   | 13. Mai   | Nové Město na Moravě | Julie Bresset          | Irina Kalentieva | Kateřina Nash        |
| 4   | 20. Mai   | La Bresse            | Gunn-Rita Dahle Flesjå | Kateřina Nash    | Julie Bresset        |
| 5   | 23. Juni  | Mont Sainte-Anne     | Catharine Pendrel      | Georgia Gould    | Marie-Hélène Prémont |
| 6   | 30. Juni  | Windham              | Catharine Pendrel      | Kateřina Nash    | Georgia Gould        |
| 7   | 28. Juli  | Val-d’Isère          | Gunn-Rita Dahle Flesjå | Julie Bresset    | Annie Last           |

Gesamtwertung
| Platz | Name                   | Punkte |
| ----- | ---------------------- | ------ |
| 1     | Catharine Pendrel      | 1290   |
| 2     | Gunn-Rita Dahle Flesjå | 1048   |
| 3     | Kateřina Nash          | 954    |
| 4     | Julie Bresset          | 950    |
| 5     | Georgia Gould          | 893    |
| 6     | Emily Batty            | 885    |

### Männer Elite
| Rnd | Datum     | Ort                  | Erster         | Zweiter              | Dritter               |
| --- | --------- | -------------------- | -------------- | -------------------- | --------------------- |
| 1   | 17. März  | Pietermaritzburg     | Nino Schurter  | Burry Stander        | Manuel Fumic          |
| 2   | 15. April | Houffalize           | Julien Absalon | Nino Schurter        | Marco Aurelio Fontana |
| 3   | 13. Mai   | Nové Město na Moravě | Nino Schurter  | Jaroslav Kulhavý     | Burry Stander         |
| 4   | 20. Mai   | La Bresse            | Julien Absalon | Jaroslav Kulhavý     | Ralph Näf             |
| 5   | 23. Juni  | Mont Sainte-Anne     | Nino Schurter  | José Antonio Hermida | Jaroslav Kulhavý      |
| 6   | 30. Juni  | Windham              | Burry Stander  | Sergio Mantecón      | Marco Aurelio Fontana |
| 7   | 28. Juli  | Val-d’Isère          | Nino Schurter  | Lukas Flückiger      | Marco Aurelio Fontana |

Gesamtwertung
| Platz | Name                  | Punkte |
| ----- | --------------------- | ------ |
| 1.    | Nino Schurter         | 1200   |
| 2.    | Burry Stander         | 1058   |
| 3.    | Jaroslav Kulhavý      | 865    |
| 4.    | Marco Aurelio Fontana | 830    |
| 5.    | José Antonio Hermida  | 797    |
| 6.    | Florian Vogel         | 760    |

### Frauen U23
| Rnd | Datum     | Ort                  | Erste              | Zweite             | Dritte            |
| --- | --------- | -------------------- | ------------------ | ------------------ | ----------------- |
| 1   | 17. März  | Pietermaritzburg     | Ekaterina Anoshina | Jana Belomoina     | Lisa Mitterbauer  |
| 2   | 14. April | Houffalize           | Jana Belomoina     | Ekaterina Anoshina | Rebecca Henderson |
| 3   | 12. Mai   | Nové Město na Moravě | Jolanda Neff       | Jana Belomoina     | Paula Gorycka     |
| 4   | 19. Mai   | La Bresse            | Jana Belomoina     | Rebecca Henderson  | Samara Sheppard   |
| 5   | 23. Juni  | Mont Sainte-Anne     | Samara Sheppard    | Jana Belomoina     | Rebecca Henderson |
| 6   | 30. Juni  | Windham              | Jolanda Neff       | Rebecca Henderson  | Candice Neethling |
| 7   | 28. Juli  | Val-d’Isère          | Jolanda Neff       | Jana Belomoina     | Rebecca Henderson |

Gesamtwertung
| Platz | Name              | Punkte |
| ----- | ----------------- | ------ |
| 1     | Jana Belomoina    | 460    |
| 2     | Rebecca Henderson | 371    |
| 3     | Jolanda Neff      | 370    |
| 4     | Samara Sheppard   | 265    |
| 5     | Candice Neethling | 246    |

### Männer U23
| Rnd | Datum     | Ort                  | Erster                  | Zweiter                 | Dritter               |
| --- | --------- | -------------------- | ----------------------- | ----------------------- | --------------------- |
| 1   | 17. März  | Pietermaritzburg     | Alexander Gehbauer      | Gerhard Kerschbaumer    | Markus Schulte-Lünzum |
| 2   | 14. April | Houffalize           | Ondřej Cink             | Alexander Gehbauer      | Julian Schelb         |
| 3   | 12. Mai   | Nové Město na Moravě | Ondřej Cink             | Michiel van der Heijden | Alexander Gehbauer    |
| 4   | 20. Mai   | La Bresse            | Alexander Gehbauer      | Markus Schulte-Lünzum   | Matthias Stirnemann   |
| 5   | 23. Juni  | Mont Sainte-Anne     | Michiel van der Heijden | Gerhard Kerschbaumer    | Markus Schulte-Lünzum |
| 6   | 30. Juni  | Windham              | Michiel van der Heijden | Markus Schulte-Lünzum   | Reto Indergand        |
| 7   | 28. Juli  | Val-d’Isère          | Gerhard Kerschbaumer    | Jordan Sarrou           | Daniele Braidot       |

Gesamtwertung
| Platz | Name                    | Punkte |
| ----- | ----------------------- | ------ |
| 1     | Michiel van der Heijden | 395    |
| 2     | Gerhard Kerschbaumer    | 372    |
| 3     | Markus Schulte-Lünzum   | 327    |
| 4     | Alexander Gehbauer      | 310    |
| 5     | Ondřej Cink             | 292    |

### Juniorinnen
| Rnd | Datum     | Ort                  | Erste             | Zweite             | Dritte           |
| --- | --------- | -------------------- | ----------------- | ------------------ | ---------------- |
| 1   | 17. März  | Pietermaritzburg     | Haylay Smith      | Nicole Erasmus     | Savannah Vosloo  |
| 2   | 14. April | Houffalize           | Margot Moschetti  | Lena Putz          | Sofia Wiedenroth |
| 3   | 12. Mai   | Nové Město na Moravě | Margot Moschetti  | Barbora Machulkova | Jenny Rissveds   |
| 4   | 19. Mai   | La Bresse            | Perrine Clauzel   | Margot Moschetti   | Sofia Wiedenroth |
| 5   | 23. Juni  | Mont Sainte-Anne     | Frédérique Trudel | Dina Hordiyuk      | Amber Johnston   |
| 6   | 30. Juni  | Windham              | Kate Courtney     | Frédérique Trudel  | Amber Johnston   |
| 7   | 28. Juli  | Val-d’Isère          | Andrea Waldis     | Lena Putz          | Margot Moschetti |

### Junioren
| Rnd | Datum     | Ort                  | Erster          | Zweiter            | Dritter           |
| --- | --------- | -------------------- | --------------- | ------------------ | ----------------- |
| 1   | 18. März  | Pietermaritzburg     | Anton Cooper    | Victor Koretzky    | Nícolas Sessler   |
| 2   | 15. April | Houffalize           | Romain Seigle   | Andri Frischknecht | Keegan Swenson    |
| 3   | 12. Mai   | Nové Město na Moravě | Victor Koretzky | Romain Seigle      | Antoine Bouqueret |
| 4   | 20. Mai   | La Bresse            | Victor Koretzky | Dominic Zumstein   | Titouan Carod     |
| 5   | 24. Juni  | Mont Sainte-Anne     | Anton Cooper    | Marc-Antoine Nadon | Keegan Swenson    |
| 6   | 29. Juni  | Windham              | Anton Cooper    | Keegan Swenson     | Nícolas Sessler   |
| 7   | 28. Juli  | Val-d’Isère          | Victor Koretzky | Titouan Carod      | Dominic Zumstein  |

## Cross-Country Eliminator

### Frauen Elite
| Rnd | Datum     | Ort                  | Erste           | Zweite          | Dritte             |
| --- | --------- | -------------------- | --------------- | --------------- | ------------------ |
| 1   | 15. April | Houffalize           | Annie Last      | Eva Lechner     | Jenny Rissveds     |
| 2   | 13. Mai   | Nové Město na Moravě | Alexandra Engen | Julie Bresset   | Cécile Ravanel     |
| 3   | 20. Mai   | La Bresse            | Jenny Rissveds  | Alexandra Engen | Kathrin Stirnemann |

### Männer Elite
| Rnd | Datum     | Ort                  | Erster            | Zweiter            | Dritter           |
| --- | --------- | -------------------- | ----------------- | ------------------ | ----------------- |
| 1   | 15. April | Houffalize           | Brian Lopes       | Daniel Federspiel  | Simon Gegenheimer |
| 2   | 13. Mai   | Nové Město na Moravě | Sepp Freiburghaus | Paul van der Ploeg | Mirco Widmer      |
| 3   | 20. Mai   | La Bresse            | Patrick Lüthi     | Stefan Peter       | Brian Lopes       |

## Downhill

### Frauen Elite
| Rnd | Datum         | Ort              | Erste           | Zweite          | Dritte         |
| --- | ------------- | ---------------- | --------------- | --------------- | -------------- |
| 1   | 18. März      | Pietermaritzburg | Tracey Hannah   | Manon Carpenter | Emmeline Ragot |
| 2   | 3. Juni       | Val di Sole      | Rachel Atherton | Myriam Nicole   | Emmeline Ragot |
| 3   | 10. Juni      | Fort William     | Emmeline Ragot  | Rachel Atherton | Myriam Nicole  |
| 4   | 24. Juni      | Mont Sainte-Anne | Rachel Atherton | Myriam Nicole   | Emmeline Ragot |
| 5   | 1. Juli       | Windham          | Rachel Atherton | Tracey Hannah   | Emmeline Ragot |
| 6   | 29. Juli      | Val-d’Isère      | Rachel Atherton | Emmeline Ragot  | Floriane Pugin |
| 7   | 15. September | Hafjell          | Rachel Atherton | Emmeline Ragot  | Morgane Charre |

Gesamtwertung
| Platz | Name                | Punkte |
| ----- | ------------------- | ------ |
| 1     | Rachel Atherton     | 1450   |
| 2     | Emmeline Ragot      | 1310   |
| 3     | Myriam Nicole       | 892    |
| 4     | Tracey Hannah       | 732    |
| 5     | Emilie Siegenthaler | 705    |
| 6     | Morgane Charre      | 546    |

### Männer Elite
| Rnd | Datum         | Ort              | Erster          | Zweiter          | Dritter        |
| --- | ------------- | ---------------- | --------------- | ---------------- | -------------- |
| 1   | 18. März      | Pietermaritzburg | Greg Minnaar    | Aaron Gwin       | Michael Hannah |
| 2   | 3. Juni       | Val di Sole      | Aaron Gwin      | Greg Minnaar     | Gee Atherton   |
| 3   | 10. Juni      | Fort William     | Aaron Gwin      | Danny Hart       | Gee Atherton   |
| 4   | 24. Juni      | Mont Sainte-Anne | Aaron Gwin      | Greg Minnaar     | Danny Hart     |
| 5   | 1. Juli       | Windham          | Aaron Gwin      | Steve Smith      | Gee Atherton   |
| 6   | 29. Juli      | Val-d’Isère      | Brook MacDonald | Gee Atherton     | Josh Bryceland |
| 7   | 15. September | Hafjell          | Steve Smith     | George Brannigan | Greg Minnaar   |

Gesamtwertung
| Platz | Name           | Punkte |
| ----- | -------------- | ------ |
| 1     | Aaron Gwin     | 1260   |
| 2     | Greg Minnaar   | 1162   |
| 3     | Gee Atherton   | 1123   |
| 4     | Steve Smith    | 930    |
| 5     | Samuel Hill    | 735    |
| 6     | Josh Bryceland | 699    |